# 原野灰
原野灰（德語：feldgrau，英語：field-grey）是一種偏綠的灰色。 它是20世紀德國軍隊的軍服的官方基本色（1945年該色在西德被取代，1989年在東德被取代）。在許多語境里，feldgrau被用於指代德國軍隊，如德意志帝國陸軍，以及後來的國家防衛軍、德國國防軍和國家人民軍。
其他國家的武裝部隊也使用了該顏色的各種色調，現今的奧地利、智利、瑞典和芬蘭等國仍將此種顏色裝配該國的陸軍。

## 圖集

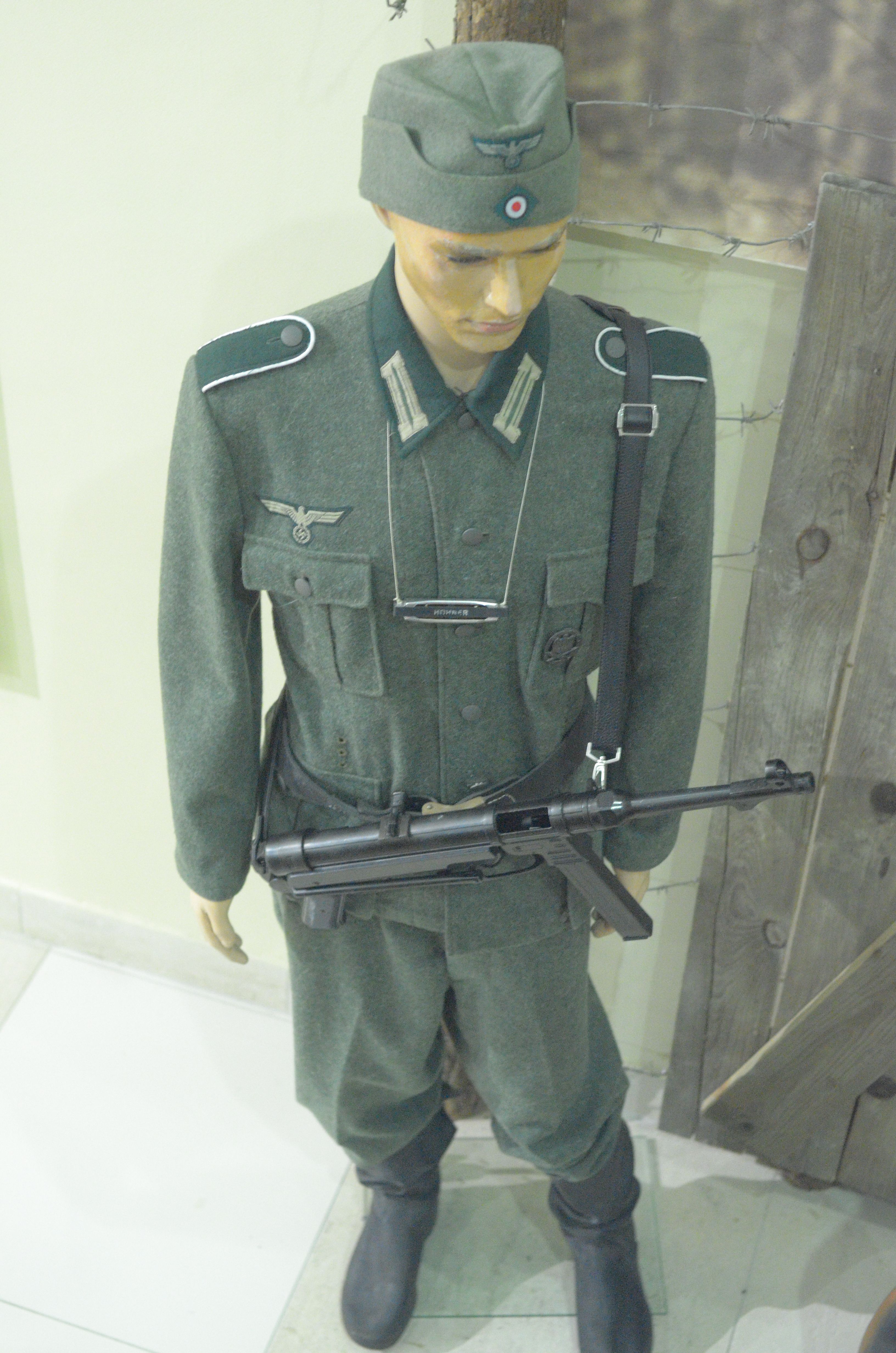
二戰德國國防軍制服
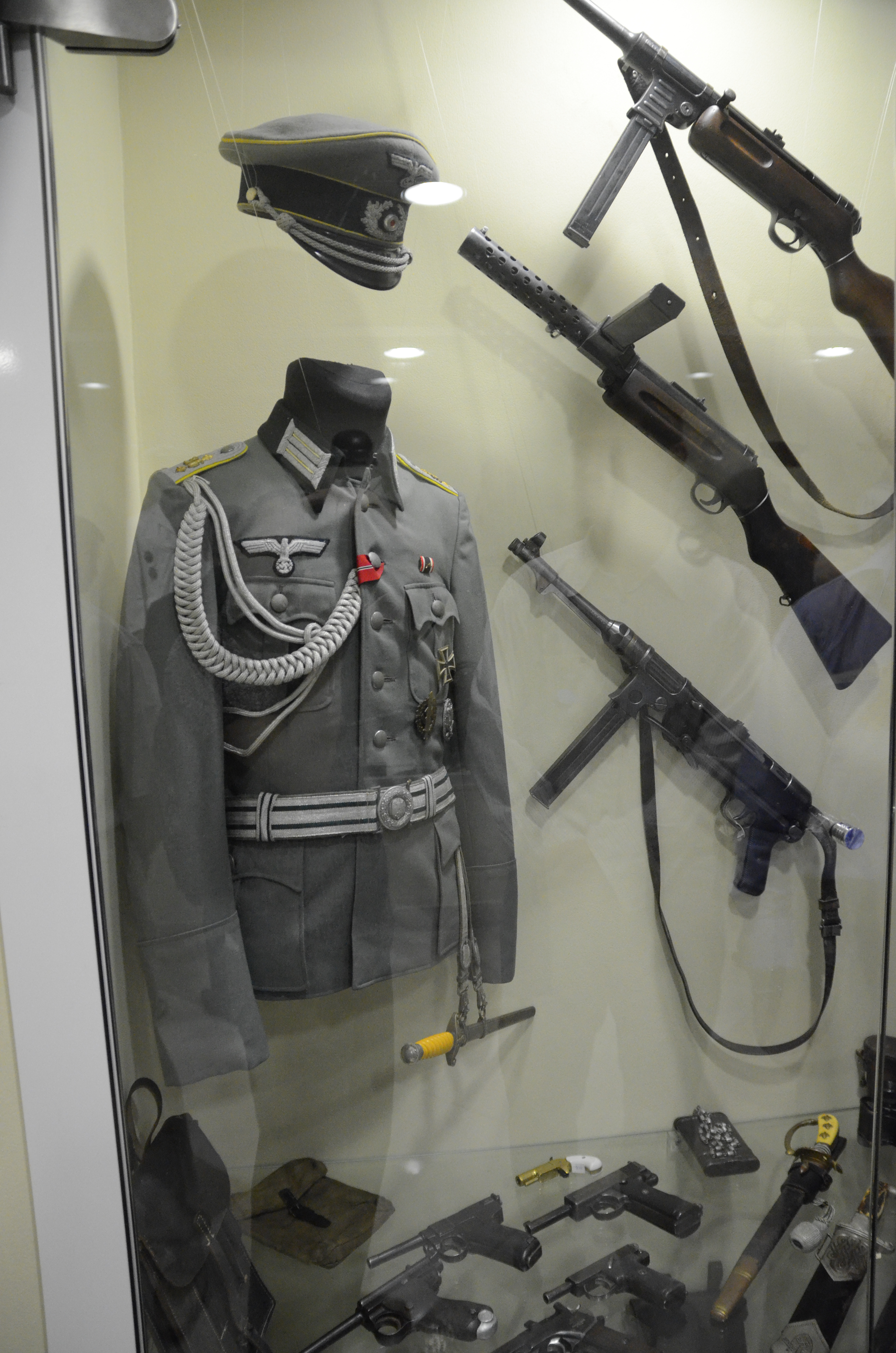
二戰德國國防軍軍官制服
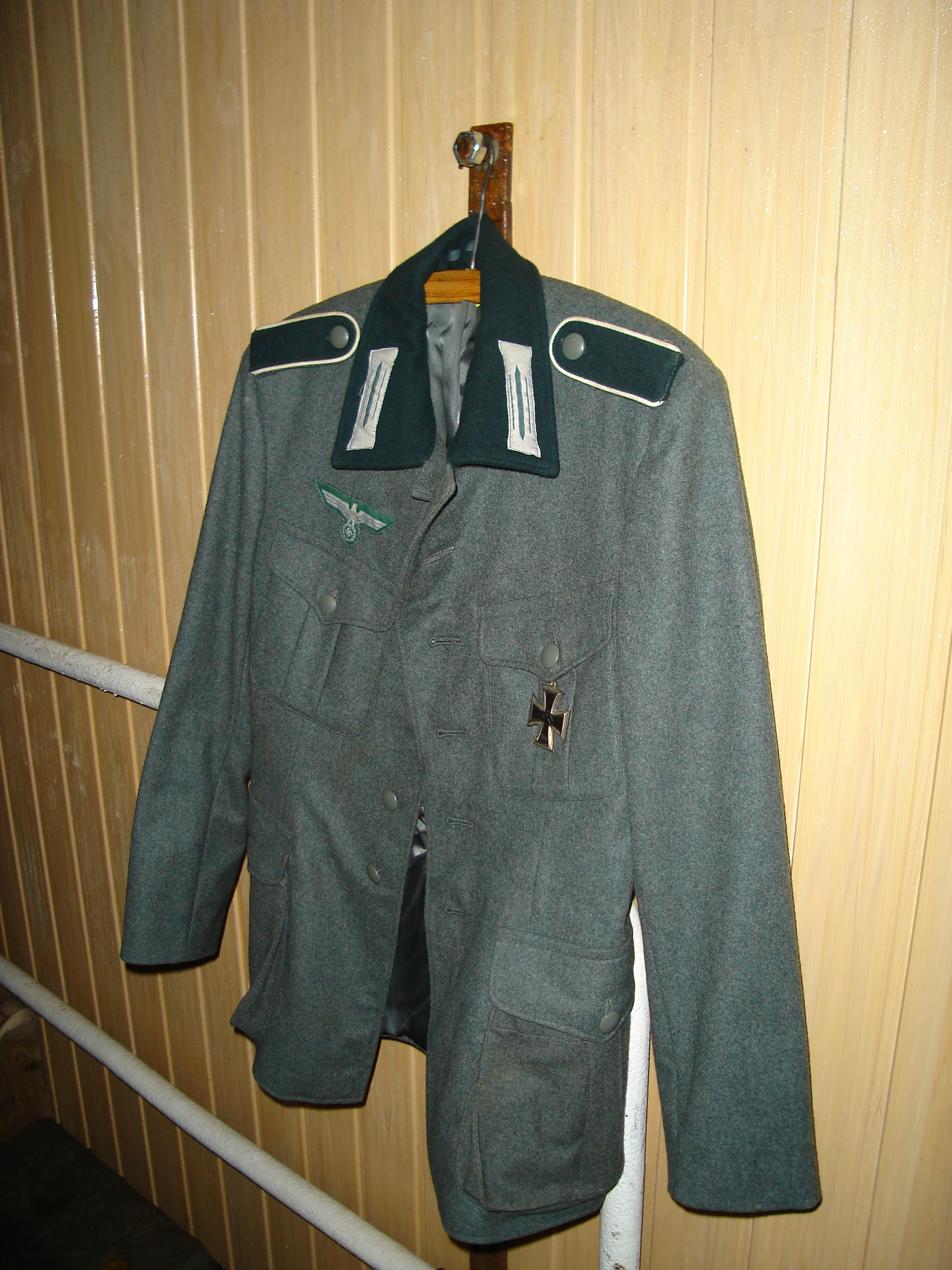
二戰德國國防軍制服
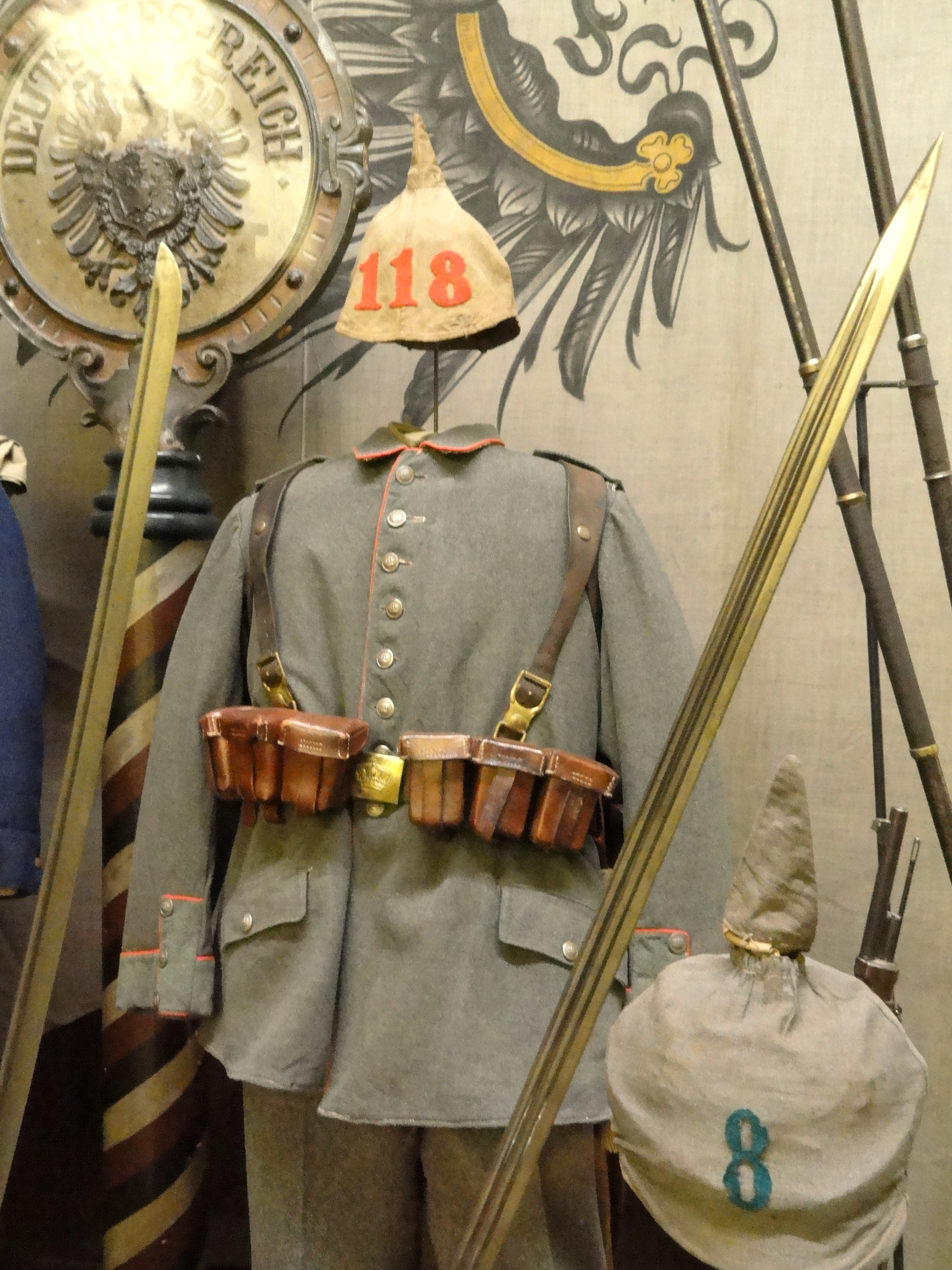
1918年的帝國陸軍
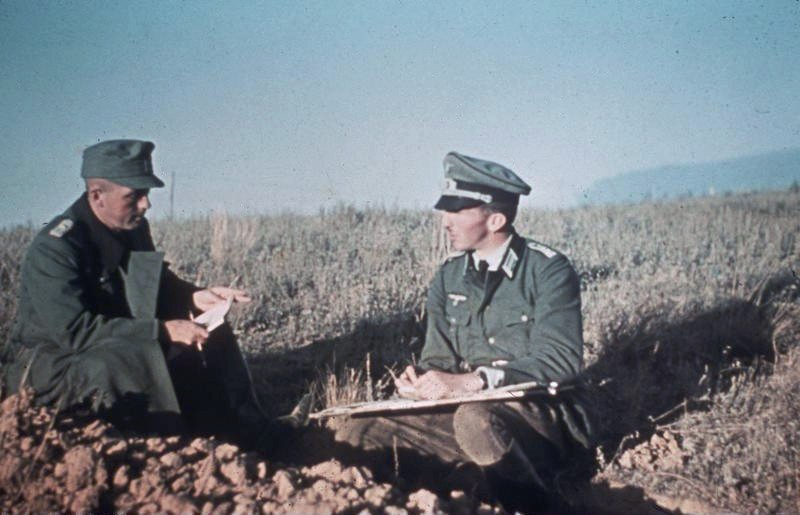
斯大林格勒戰場的德國國防軍人
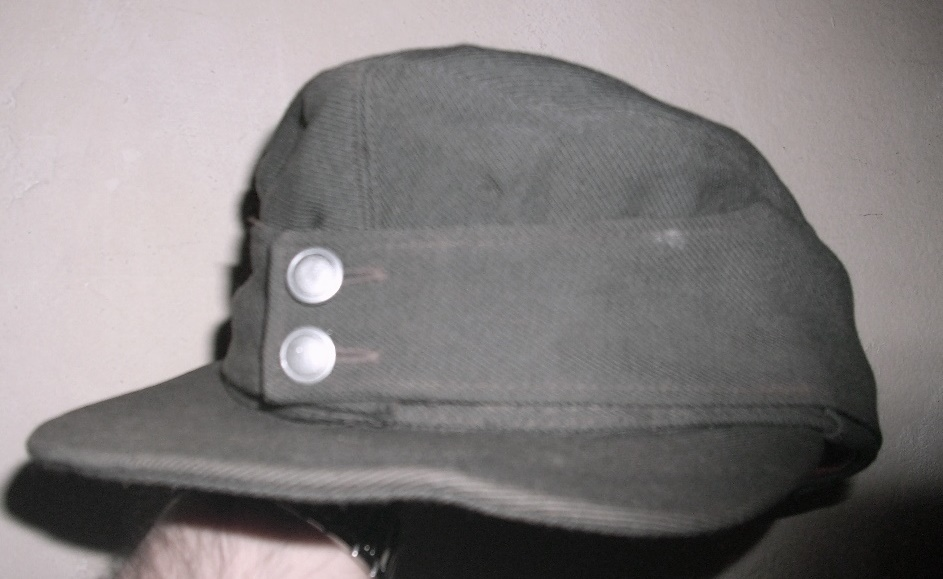
1959-1975年的奧地利軍帽
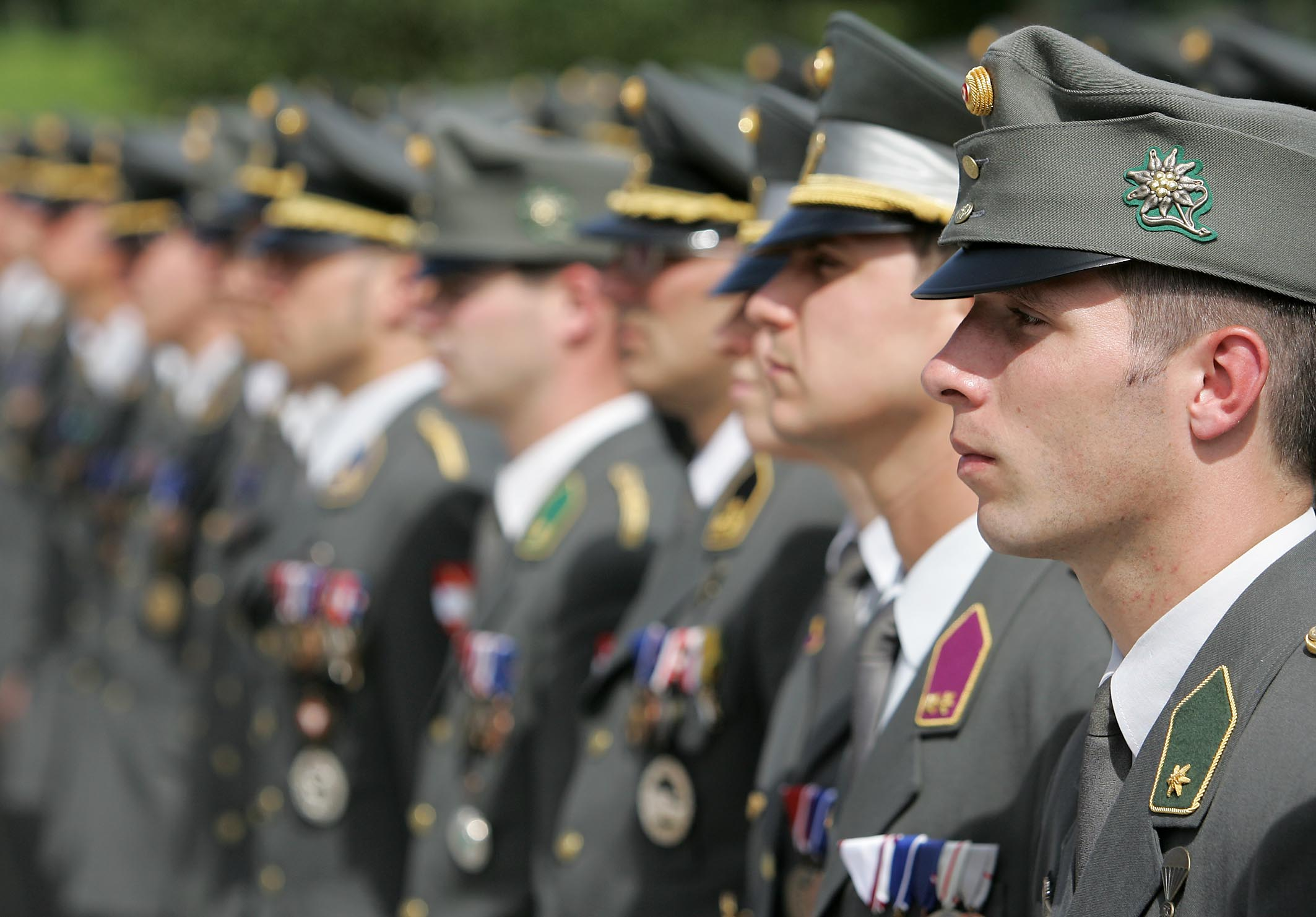
奧地利軍隊
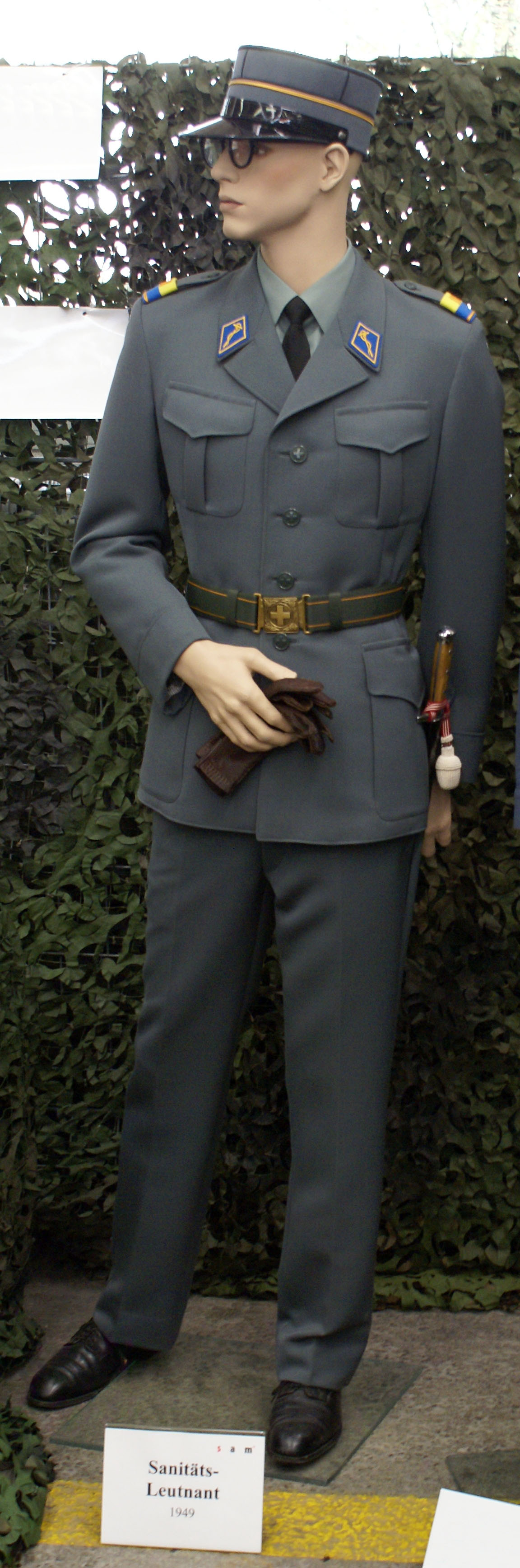
1949年的瑞士軍隊制服